# Johan Ripås
Johan Anders Ripås, född 15 maj 1974, är en svensk journalist, TV-producent och författare. 
Johan Ripås har tidigare producerat tv-program som Kobra och var redaktör för och en av upphovsmännen bakom programserien Värsta språket, som belönades med Stora journalistpriset för årets förnyare 2003. Han har varit verksam vid Dokument inifrån på Sveriges Television.
Ripås var från februari 2012 Sveriges Televisions Afrikakorrespondent, stationerad i Johannesburg i Sydafrika.

## Producerat (i urval)
- Jakten på gängen, 2005
- Blåst på karriären, 2006[3]
- Pälsjägarna, 2007[4] (Dokumentären friades men kritiserades i Granskningsnämnden eftersom nämnden ansåg att programmet brustit i förhållande till kravet på saklighet[5][6])
- Livspusslet, 2009
- Säljsekten, 2011 (Dokumentären nominerades som Årets granskning till tv-priset Kristallen 2011 där den kom på andra plats.)
- Du är googlad, 2012[7][8]